# Len Taunyane

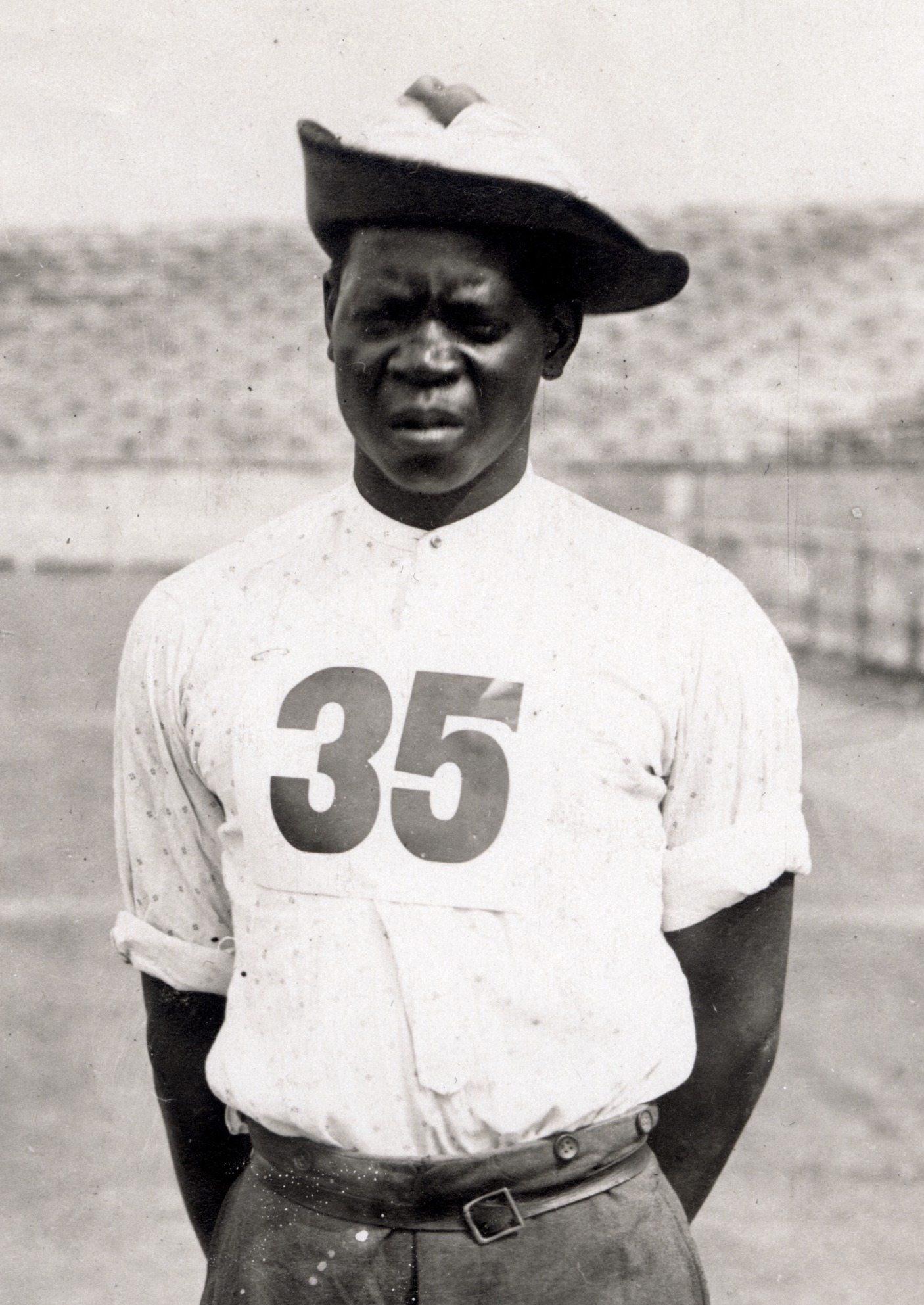
Len Taunyane (1904)

Len Taunyane, auch vereinfachend Len Tau genannt, war ein südafrikanischer Marathonläufer, der 1904 an den Olympischen Spielen teilnahm. Zusammen mit Jan Mashiani war er der erste schwarze Olympiateilnehmer aus Afrika.

## Leben
Taunyane gehörte zum Volk der Batswana. Im Burenkrieg (1899–1902) diente Taunyane zusammen mit Jan Mashiani als Meldegänger unter General Piet Cronjé auf Seiten der Buren. Dabei legte er lange Strecken unter schwierigsten Bedingungen mit hoher Geschwindigkeit zurück. In der Schlacht von Paardeberg wurden beide zusammen mit Cronjé von den Briten gefangen genommen, und in St. Helena interniert. Nach Kriegsende kehrten sie nach Südafrika zurück.
Bei der Weltausstellung von 1904 in St. Louis nahm Taunyane als Schausteller an einer Anthropologie-Ausstellung teil, wobei sie fälschlich als Zulu-Tänzer bezeichnet wurden. Gleichzeitig nahmen Taunyane und Mashiani an Aufführungen von Szenen des Burenkrieges teil, an denen auch die Buren-Generäle Cronjé und Viljoen mitwirkten. Nachdem sich Taunyane und Mashiani bei einem Meilenlauf gut geschlagen hatten, wurden sie von den amerikanischen Organisatoren der parallel in St. Louis stattfindenden Olympischen Sommerspielen zur Teilnahme am Marathonlauf gebeten. Damit waren sie die beiden ersten schwarzen Olympiateilnehmer aus Afrika überhaupt, während Südafrika offiziell erst 1908 an den Olympischen Spielen teilnahm. Taunyane lief barfuß und belegte den neunten Platz. Das wurde als enttäuschend angesehen, weil Taunyane von bösartigen Hunden verfolgt fast eine Meile vom Kurs abgekommen war und dadurch Zeit verloren hatte. Von den 31 Startläufern erreichten nur 14 das Ziel.